# Михајло Пантић
Михајло Пантић (Београд, 10. јун 1957) српски је књижевник, критичар и универзитетски професор. Био је уредник у више издавачких кућа (Матица српска, Филип Вишњић, Откровење, Албатрос плус) и више листова и часописа (Књижевна реч, Књижевне новине, Летопис Матице српске, Сарајевске свеске). Тренутно је главни уредник Књижевне општине Вршац. Члан је Српског ПЕН центра, Српског књижевног друштва и Удружења за културу, уметност и међународну сарадњу „Адлигат” у Београду. Био је стални критичар Наше борбе, Политике, Времена, Данаса, НИН-а и сарадник готово свих књижевних часописа који су излазили и даље излазе у Србији и региону.

## Образовање
Михајло Пантић је похађао основну школу у неколико градова, међу којима су Београд, Никшић, Зеница и Скопље, да би је завршио у Београду (ОШ „Јосип Броз Тито“, данас ОШ „Јован Дучић“). По завршетку основне школе уписао је Дванаесту београдску гимназију, да би потом прешао у Десету београдску гимназију на Новом Београду, када је у Блоку 21. отворена њена нова зграда. Током средњошколског образовања почиње да се интересује за књижевност. Најпре уписује Правни факултет Универзитета у Београду, да би након годину дана прешао на Филолошки факултет Универзитета у Београду, на којем дипломира 1981. На истом факултету је 1998. године одбранио докторат Модернистичко приповедање. Почасни је грађанин Новог Београда. Члан је Српског ПЕН центра и СКД.

## Приватни живот
Михајло Пантић је ожењен Јеленом Дубајић Пантић и има синове Ђорђа и Богдана. Живи на Новом Београду, који му је честа инспирација за приче. Страствени је риболовац. У млађим данима играо је кошарку у новобеоградским клубовима „Ушће“ и „Кадињача“, са којом је пет сезона заредом прелазио у виши ранг такмичења. Као студент је свирао бас-гитару у неколико београдских рокенрол група. И данас свира и компонује за своју душу.

## Признања

### Одликовања
- Орден Светих Ћирила и Методија, Бугарска, 2009.

### Награде
- Награда „Седам секретара СКОЈ-а”, 1985.
- Награда „Милан Богдановић”, за критички текст о књизи Ишчекивања сјаја и добродошлица Десимира Благојевића, 1985.
- Награда ИП „Октоих”, 1993.
- Награда „Станислав Винавер”, за књигу Александријски синдром 2, 1994.
- Борбина награда за књигу Новобеоградске приче, 1994.
- Награда „Григорије Божовић”, за књигу Нови прилози за савремену српску поезију, Приштина, 1995.
- Награда „Иво Андрић” за есеј, Херцег Нови, 1995.
- Награда „Ђорђе Јовановић”, за књигу Модернистичко приповедање, 1999.
- Награда „Бранко Ћопић”, за књигу Седми дан кошаве, 2000.
- Награда „Микина чаша”, Ниш ,2000.
- Награда „Карољ Сирмаи”, за књигу прича Ако је то љубав, 2003.
- Андрићева награда, за књигу прича Ако је то љубав, 2004.
- Награда „Даница Марковић”, Чачак, 2004.
- Награда „Златни Хит либер”, 2004.
- Награда „Рамонда сербика”, Ниш, 2006.
- Награда „Мајсторско писмо”, Врање, 2008.
- Награда града Београда, 2008.
- Књижевна награда „Мома Димић”, за књигу Приче на путу, 2010.
- Награда „Југра”, Русија, за дело Ако је то љубав, у преводу Ларисе Савељеве, 2012.[1]
- Награда „Веселин Лучић”, за књигу прича Too Much Time for Unimportant Things, 2012.[2]
- Почасни грађанин Новог Београда, 2013.[3]
- Награда „Вељкова голубица”, Сомбор,2014.
- Награда „Кочићево перо”, за књигу Вондер у Берлину, Бањалуказа зиму 2015.
- Награда „Златна српска књижевност”, 2016.
- Багдалин прстен „Деспот Стефан Лазаревић”, Крушевац, 2021.[4][5]
- Награда „Борисав Станковић”, за целокупни књижевни опус, Врање2022.
- Награда „Кочићева књига”, за целокупно стваралаштво, Бањалуказа 2022.[6]
- Награда „Сретен Марић” Матица српска и Косјерић, за књигу Александријски синдром 5, 2023.[7]

## Дела

### Књиге прича
- „Хроника собе” (1984, 2007)
- „Вондер у Берлину” (1987, 1994, 2007, 2015)
- „Песници, писци и остала менажерија” (1992, 2007)
- „Не могу да се сетим једне реченице” (1993, 1996, 2000, 2004, 2007)
- „Новобеоградске приче” (1994, 1998, 2002, 2006, 2007, 2010, 2016, 2023)
- „Седми дан кошаве” (1999, 2002, 2007, 2010)
- „Јутро после” (2001)
- „Ако је то љубав” (2003, 2004, 2005, 2007, 2008, 2010, 2014, 2020, 2023)
- „Најлепше приче Михајла Пантића” (2004)
- Све приче Михајла Пантића 1-4 (2007)
- „Жена у мушким ципелама” (2006)
- „Овога пута о болу” (2007, 2010, 2016)
- „Приче на путу” (2010, 2013)
- „Ходање по облацима” (2013, 2014)
- „Приче од воде” (са Миланом Туцовићем, 2014)
- „Када ме угледа оно што тражим” (2017)
- „Сувише времена за неважне ствари” (2018)
- „Приче о писцима” (2021)
- „Ниједна од седам” (2022)
- „Роман о Цибулки” (2024)[8]

### Студије, критике, огледи, критичка проза
- Искушења сажетости – критичка панорама кратких прозних облика у млађој српској књижевности (1984)
- Александријски синдром – есеји и критике из савремене српске и хрватске прозе (1987)
- Против систематичности – студија о дневној критици и критике 1980-1988 (1988)
- Шум Вавилона – критичко-поетска хрестоматија млађе српске поезије, заједно са Васом Павковићем (1988)
- Десет песама, десет разговора – интервјуи и есеји, заједно са Слободаном Зубановићем (1992)
- Александријски синдром 2 – огледи и критике о савременој српској прози (1994)
- Нови прилози за савремену српску поезију – огледи и критике (1994)
- Puzzle – есеји (1995)
- Шта читам и шта ми се догађа – критички дневник (1998)
- Киш – есеј (1998, 2000, 2001, 2007)
- Александријски синдром 3 – огледи и критике о савременој српској прози (1998)
- Модернистичко приповедање – српска и хрватска приповетка/новела 1918 – 1930 (1999)
- Тортура текста (puzzle II) – дневници, есеји, поетички мемоари (2000)
- Огледи о свакодневици (puzzle III) – дневници, есеји (2001)
- Свет иза света – огледи и критике о српској поезији XX века (2002)
- Александријски синдром 4 – огледи и критике о савременој српској прози (2003)
- Капетан собне пловидбе (puzzle IV) – путописи, есеји, свакодневни мемоари (2005)
- Свакодневник читања – критички дневник (2004)
- Живот је управо у току (puzzle V) – путописи, есеји (2005)
- Писци говоре (2007)
- Дневник једног уживаоца читања (2009)
- Неизгубљено време (2009)
- Други свет иза света (2009)
- Сланкамен (puzzle VI)(2009)
- A short history of Serbian literature, заједно са групом аутора (2011)
- Бити рокенрол, заједно са Петром Пецом Поповићем (2011, 2012, 2016)
- Стан без адресе (puzzle VII) (2014)
- Од стиха до стиха - Свет иза света 3 (2014)
- Основи српског приповедања (2015)
- Читати, шта друго... (2015)
- Читање, други живот (2019)
- Solvitur scribendo (puzzle VIII)(2019)
- Писци говоре 2 (2020)
- Александријски синдром 5 (2021)
- И тако даље, читати! (2022)
- Бесконачни разговори (2022)
- Албахари (2024)

### Антологије
- Антологија српске приповетке 1945-1995 (1997)
- Читање воде – српске приче о риболову (1998)
- Мала кутија – најкраће српске приче XX века (2001, 2008)
- Онај живот – 40 песника Дисовог пролећа (2003)
- The Man Who Ate Death – An Anthology of Contemporary Serbian Stories (2003, 2011)
- Антологија светске љубавне приче (2005, 2008)
- Антологија српских приповедака том I (XIX век), том II (прва половина XX века), том III (друга половина XX века) (2005)
- Little Box : anthology of twentieth century Serbian short short stories (2007)
- Хаеумс, антологија балканске поезије, заједно са Миодрагом Перишићем и Васом Павковићем (2008)
- Кристин, која је махала из воза – антологија савремене бугарске приче (2011)
- Изнад хоризонта – Антологија европске награде за поезију „Петру Крду” (2022)
- Гласови тишине – Шездесет Дисових пролећа (2023)
- Антологија српске приповетке (2024)

### Зборници кратке приче
- „Ослушкивање тишине“, заједно са Давидом Албахаријем и Петром Лазићем (1989)
- „Откуцаји пешчаног сата“, заједно са Давидом Албахаријем и Петром Лазићем (1990)
- „Неконтролисане сенке“, заједно са Давидом Албахаријем и Петром Лазићем (1991)
- „Ритам седмог чула“, заједно са Давидом Албахаријем и Петром Лазићем (1992)
- „Симптоми буке“, заједно са Давидом Албахаријем и Васом Павковићем (1993)
- „Нисам ту, али радим на томе“, заједно са Давидом Албахаријем и Васом Павковићем (1994)
- „Отисци срца планете“, заједно са Давидом Албахаријем и Васом Павковићем (1995)
- „Вештина намигивања месецу“, заједно са Давидом Албахаријем и Васом Павковићем (1996)
- „Чамац на Монт Евересту“, заједно са Давидом Албахаријем и Васом Павковићем (1997)
- „Чувари озона“, заједно са Давидом Албахаријем, Петром Лазићем и Васом Павковићем (1997)
- „Водич кроз лавиринт“, заједно са Васом Павковићем (1998)

## Преводи
Приче Михајла Пантића преведене су на двадесетак језика и уврштене су у многе антологије у Србији и свету. Посебна издања на француском, енглеском, руском, немачком, италијанском, бугарском, украјинском, словеначком, словачком, македонском и мађарском.
- Ах (на македонски превела Оливера Ћорвезироска, 2003)
- (на словачки превео Карол Хмел, 2006)
- (на француски превео Ален Капон, 2007)
- (на бугарски превеле Ничка Бечева, Дарина Дончева и др., 2008)
- (на бугарски превела Русанка Љапова, 2009)
- (на мађарски превела Викторија Радич, 2009)
- (на македонски превела Јасмина Алексова, 2010)
- (на руски превела Лариса Сављева, 2011)
- (на бугарски превела Жела Георгиева, 2011)
- (на енглески превели Елен Елиас-Бурсаћ, Питер Егнон и др., 2011)
- (на словеначки превела Варја Балжалорски, 2011)
- (на украјински превела Оксана Микитенко, 2012)
- (на бугарски превела Асја Тихинова, 2012)
- (на бугарски превела Севда Димитрова, 2013)
- (на немачки превела Маргит Југо, 2013)
- (на македонски превела Јасмина Алексова, 2014)
- (на македонски превео Димитар Башевски, 2015)
- (на македонски превела Наташа Данчевска, 2015)
- (на украјински превела Катерина Калитко, 2015)
- (на руски превела група преводилаца: Јулија Созина, Лариса Савељева, Евгенија Шатко, Елена Сагалович, Жана Перковска, Олга Сараикина, Анастасија Плотникова, Васја Соколов, 2016)
- Кто я для себя (на руски превела група преводилаца: Евгениј Шатко, Јулија Созина, Лариса Савељева, Елена Сагалович, Сергеј Борисов, Жана Перковска, Анастасија Плотникова, Олга Сараикина, Татјана Жаровои, 2019)
- La donna con le scarpe da uomo – Amori e altre imperfezioni (на италијански превела Анита Вуцо, 2022)
- У сну никада није досадно / Во сне никогда не скучно / Im traum ist es niemals lang weilig (тројезично издање, група преводилаца, супервизори Елена Сагалович и Роберт Ходел) (2023)